# Black Stalin
Black Stalin, vlastním jménem Leroy Calliste, (24. září 1941 – 28. prosince 2022) byl hudebník z Republiky Trinidad a Tobago. Narodil se ve městě San Fernando a začínal jako tanečník limba. Koncem 50. let se začal věnovat kalypsu, přezdívku Black Stalin mu dal v 60. letech zpěvák Lord Blakie. Od 60. letech vydával singly, první dlouhohrající desku vydal až v roce 1979, následovanou řadou dalších. Jeho hlavní náplní byly koncerty, v roce 1972 například vystupoval i v New Yorku a v roce 1987 absolvoval své první evropské turné. V letech 1979, 1985, 1987, 1991 a 1995 vyhrál soutěž Calypso Monarch. V roce 1987 získal Kolibří medaili za zásluhy v oblasti kultury. V roce 2008 získal čestný doktorát na University of the West Indies. Zemřel v prosinci 2022 ve věku 81 let.